# Gouttelette respiratoire
Pour la transmission aérienne de maladies à plus longue distance sous forme d'aérosols stables de plus petites dimensions que les grosses gouttelettes respiratoires et les postillons qui sédimentent assez rapidement, voir Maladie aéroportée.

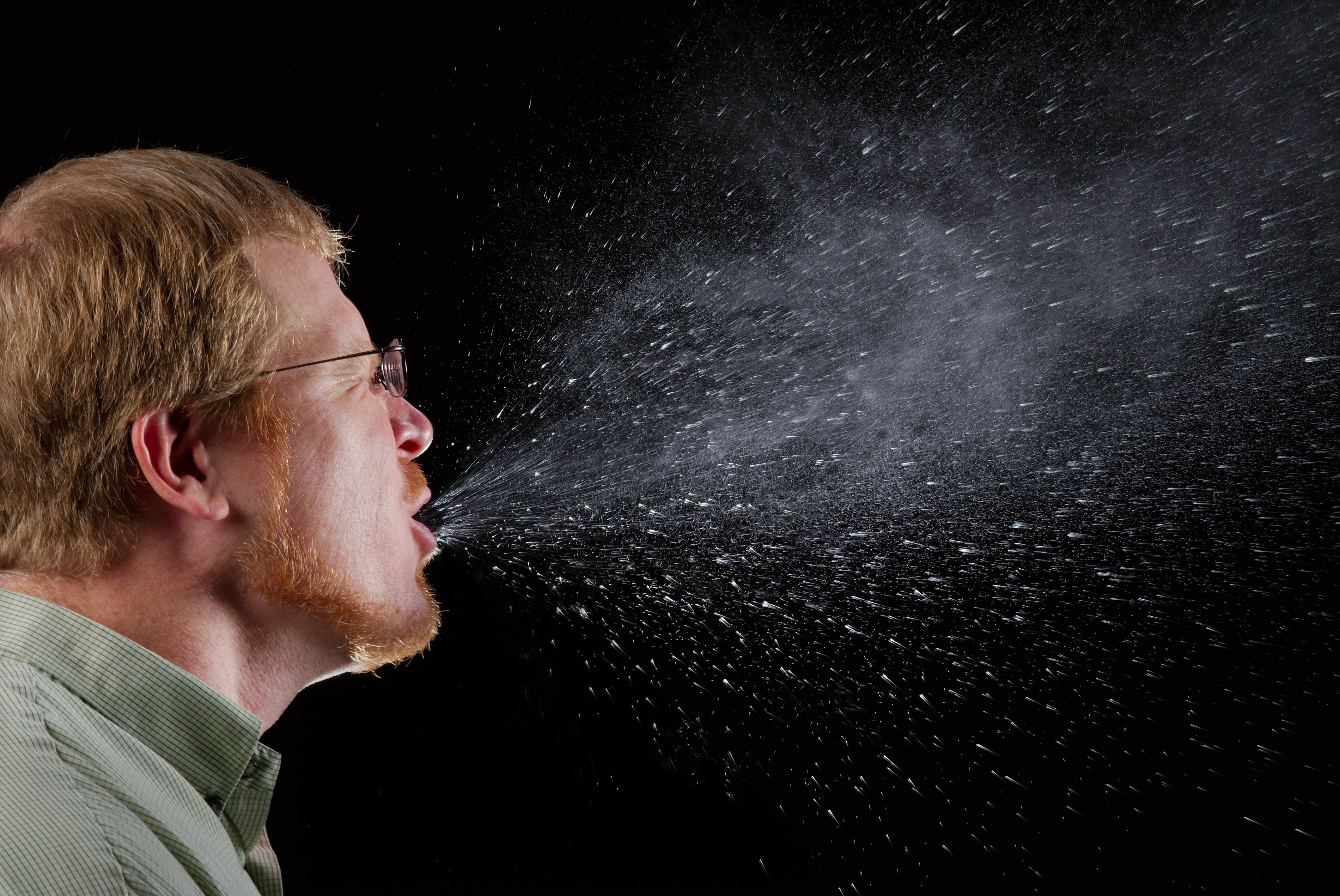
Certaines maladies infectieuses peuvent se propager via des gouttelettes respiratoires expulsées de la bouche et du nez.

Les gouttelettes respiratoires, également appelé gouttelettes de Flügge,,, du nom de leur découvreur en 1897, sont des microgouttes produites naturellement en respirant, en parlant, en éternuant, en toussant, en chantant et en hurlant. Elles peuvent également être produites par inadvertance en secours d'urgence et en milieu hospitalier lors de soins et de gestes médicaux risquant de former des aérosols tels que l'intubation, la réanimation cardio-pulmonaire (RCR), la bronchoscopie, et parfois aussi la chirurgie et l'autopsie. Nous produisons des gouttelettes similaires en vomissant, en tirant une chasse d'eau, en nettoyant des surfaces humides, en prenant une douche, en utilisant de l’eau du robinet ou en pulvérisant des eaux grises ou du lisier à des fins agricoles. 

## Description
Selon le mode de formation, ces gouttelettes peuvent également contenir du mucus, des sels, des cellules, des bactéries et des particules virales. Dans le cas des gouttelettes produites naturellement, elles peuvent se former à différents endroits des voies respiratoires, ce qui peut influer sur leur contenu. Il peut également y avoir des différences entre les individus sains et les malades pour leur teneur en mucus, leur quantité et leur viscosité qui peuvent affecter la formation et la taille  des gouttelettes. 
Différents modes de formation créent des gouttelettes de taille et de vitesse initiale différentes, qui déterminent leur transport et leur trajectoire dans l'air. En cas d'inhalation, les particules de plus de 10 μm ont tendance à rester piégées dans le nez et la gorge plutôt que de pénétrer dans les voies respiratoires inférieures. Si elles ne sont pas immédiatement inhalées, les gouttelettes inférieures à 100 μm ont tendance à sécher complètement avant de se déposer sur une surface,. Une fois sèches, elles deviennent des « noyaux » d'aérosols constitués de la matière non volatile contenue initialement dans la gouttelette. Les gouttelettes respiratoires peuvent également interagir avec d'autres particules d'origine non biologique présentes dans l'air, notamment celles liées à la pollution atmosphérique.  
Une forme courante de transmission de maladie se fait par le biais de gouttelettes respiratoires, produites par la toux, les éternuements ou la parole. La transmission respiratoire des gouttelettes est la voie habituelle des infections respiratoires. La transmission peut se produire lorsque des gouttelettes respiratoires atteignent des surfaces muqueuses sensibles, comme dans les yeux, le nez ou la bouche. Cela peut également se produire indirectement par contact avec des surfaces contaminées lorsque les mains touchent ensuite le visage. Les gouttelettes respiratoires de plus grande taille ne peuvent pas rester en suspension dans l'air pendant longtemps, et retombent généralement assez vite après avoir parcouru de courtes distances. 
Les virus propagés par transmission de gouttelettes comprennent le virus de la grippe, le rhinovirus, le virus respiratoire syncytial, l'entérovirus et le norovirus, ainsi que le morbillivirus de la rougeole et les coronavirus tels que le coronavirus du SRAS et le SARS-CoV-2 qui cause la COVID-19. Des bactéries et des champignons peuvent également être transmis par des gouttelettes respiratoires. En revanche, un nombre limité de maladies peuvent se propager par transmission aérienne après le séchage des gouttelettes respiratoires.  
La température et l'humidité ambiantes affectent la capacité de survie des bioaérosols car, à mesure que la gouttelette s'évapore et devient plus petite, elle protège moins les agents infectieux qu'elle contient. En général, les virus avec une enveloppe lipidique sont plus stables dans l'air sec, tandis que ceux sans enveloppe sont plus stables dans l'air humide. Les virus sont également généralement plus stables aux basses températures de l'air.

## Histoire
En 1899, le bactériologiste allemand Carl Flügge a été le premier à montrer que les micro-organismes présents dans les gouttelettes expulsées des voies respiratoires sont un moyen de transmission de maladies. Au début du XXe siècle, le terme « gouttelette de Flügge » était parfois utilisé pour désigner les particules suffisamment grosses pour ne pas sécher complètement, grossièrement celles de plus de 100 μm.

## Contrôle des risques
Dans un établissement de soins de santé, les précautions contre les gouttelettes incluent l’hébergement du patient dans une pièce individuelle, la limitation de son transport à l'extérieur de la pièce et l'utilisation d'un équipement de protection individuelle approprié,. Les précautions contre les gouttelettes sont l'une des trois catégories de précautions contre la transmission utilisées en plus des précautions standard basées sur le type d'infection d'un patient ; les deux autres sont les précautions contre les contacts et les précautions contre les maladies aéroportées. Cependant, les procédures générant des aérosols peuvent produire des gouttelettes plus petites qui voyagent plus loin, et donc les précautions contre les gouttelettes peuvent être insuffisantes lorsque de telles procédures sont effectuées. 
En général, un taux de ventilation plus élevé peut être utilisé comme contrôle des risques pour diluer et éliminer les particules respiratoires. Cependant, si de l'air non filtré ou insuffisamment filtré est évacué vers un autre endroit, cela peut entraîner la propagation d'une infection.
Les masques chirurgicaux peuvent être utilisés pour prévenir la transmission des gouttelettes, à la fois pour les patients infectés, et pour le personnel de santé. Il a été noté qu'au cours de l'épidémie de SRAS de 2002-2004, l'utilisation de masques chirurgicaux et de respirateurs N95 avait eu tendance à réduire les infections des travailleurs de la santé. Bien que les masques chirurgicaux créent une barrière physique entre la bouche et le nez du porteur et les contaminants potentiels tels que les éclaboussures et les gouttelettes respiratoires, ils ne sont pas conçus pour filtrer ou bloquer les très petites particules telles que celles qui transmettent les maladies aéroportées en raison de la forme lâche entre le masque facial et le visage. 